# TMC (アルバム)
『TMC』は、2005年11月23日にキューンレコードから発売されたグループ魂3枚目のオリジナルアルバム。

## 概要
- 結成10年目に至り、ミディからキューンレコードへ移籍した。
- 打ち込みサウンドや演歌アレンジ、渋谷系サウンドなども取り入れ、多彩なゲスト陣とヴァラエティ豊かに聴かす。
- ゲストに向井秀徳、原田郁子、作詞に板尾創路、天久聖一が参加。

## 収録曲
1. イントロだクション (0:51)
2. AKIRARETA (4:30)
作詞:宮藤官九郎、作曲:富澤タク
3. モテる努力をしないでモテたい節 (2:28)
作詞・作曲:宮藤官九郎
4. 本田博太郎〜magical mystery UPAAAAAAAAA!!!!!〜 (3:56)
作詞:宮藤官九郎、作曲:富澤タク
5. 女子じゃねえ (0:37)
6. 半日消防署長 (2:55)
作詞:板尾創路、作曲:富澤タク
7. 歯医者なんか最後だ (2:36)
作詞:宮藤官九郎、作曲:三宅弘城
8. ゴムがない (0:20)
9. 鍋が好き (2:35)
作詞:宮藤官九郎、作曲:小園竜一
10. 新宿ホスト日記・夜桜JIRO (1:32)
11. くるま売りたいな (3:32)
作詞:天久聖一、作曲:富澤タク
12. DEAD OR ALIVE 2 (0:35)
13. 君にジュースを買ってあげる♥ (3:38)
作詞:宮藤官九郎、作曲:富澤タク
14. グループ魂の弟オーディション最終選考～福島篇 (1:26)
15. さくら (4:58)
作詞:宮藤官九郎、作曲:富澤タク
16. 大江戸コール & レスポンス (4:12)
17. 都会の山賊 (3:56)
作詞:宮藤官九郎、作曲:宮藤官九郎、富澤タク
18. 韓流 (2:53)
19. ペニスJAPAN (2:19)
作詞:宮藤官九郎、作曲:三宅弘城
20. ロックの先輩 (3:55)
作詞:宮藤官九郎、作曲:富澤タク
21. お前が心配だ (1:32)
22. ともかず (バイト君40歳記念ソング) (5:13)
作詞・作曲:宮藤官九郎
23. グループ魂の弟オーディション最終選考～九州篇 (3:50)
24. TMC (3:03)
作詞・作曲:宮藤官九郎
25. バカからの小包 (4:24)
作詞:天久聖一、作曲:宮藤官九郎、富澤タク

## 演奏
新宿ホスト日記・夜桜JIRO
- 村杉蝉之介：主婦A
- 阿部サダヲ：主婦B
- 宮藤官九郎：主婦C
- 三宅弘城：主婦D
- 荒川良々：AD
- 皆川猿時：STAFF

グループ魂の弟オーディション最終選考 ～福島篇
- 宮藤官九郎：STAFF A
- 村杉蝉之介：STAFF B

さくら
- 原田郁子 (クラムボン)：Additional Vocal

大江戸コール＆レスポンス
- 阿部サダヲ：中村屋華左右門
- 三宅弘城：司会、合いの手
- 宮藤官九郎、村杉蝉之介、皆川猿時、荒川良々：合いの手

都会の山賊
- 豊田勝敏：Drums
- 松下英二：Electric Bass
- 三畑貞二、大久保明：Electric Guitar
- 高島政晴：Gut Guitar
- 谷康一：Fletless Guitar
- エルトン永田：Piano
- 鳴島英治：LPC
- 猪股義周：Synthesizer
- 数原晋、横山均、鈴木正則：Trumpet
- フレッドシモンズ、佐藤洋樹：Trombone
- 佐藤のゆり、福森隆、田辺秀樹、滝沢幸二郎、小泉博一、中嶋弦一郎、村田幸謙、松本亜土：Violin

韓流
- 三宅弘城：男
- 阿部サダヲ：ピョン様
- 宮藤官九郎：ドン様
- 皆川猿時：ゴイ様

グループ魂の弟オーディション最終選考 ～九州篇
- 宮藤官九郎：STAFF A
- 村杉蝉之介：STAFF B
- 阿部サダヲ：なべあつし
- 向井秀徳 (ZAZEN BOYS、ex.ナンバーガール)：向井徳次郎
- 荒川良々：中州元気

バカからの小包
- 向井秀徳：Synthesizer & 九州弁
- 荒川良々：Vocal & 九州弁